# Oberea nigrescens
Oberea nigrescens là một loài bọ cánh cứng trong họ Cerambycidae.